# Nicole Koolhaas
Nicole Koolhaas (ur. 31 stycznia 1991 r. w Hoorn) – holenderska siatkarka, grająca na pozycji środkowej. Od sezonu 2020/2021 występuje we włoskiej Serie A, w drużynie Bartoccini Fortinfissi Perugia.

## Sukcesy klubowe
Mistrzostwo Francji:
- 2012

Mistrzostwo Szwecji:
- 2013

Puchar Finlandii:
- 2014

Mistrzostwo Rumunii:
- 2018
- 2017, 2019

Puchar Rumunii:
- 2018

## Sukcesy reprezentacyjne
Volley Masters Montreux:
- 2015

Grand Prix:
- 2016

Mistrzostwa Europy:
- 2017